# جاقيرهيوك
چاقيرهيوك أو كيسون (بالكردية: Kêsûn‏) (بالتركية العثمانية:  چاقير هيوك)‏ هي بلدة تتبع لمديرية بيسني في محافظة أديامان في تركيا. بلغ عدد سكانها 2,210 نسمة في عام 2021. هناك خمس قرى تابعة للبلدة اثنتان منهم قرى كردية.
كانت تُعرف البلدة باسم كيسون حتى عام 1960.